# Kertamekar
Kertamekar is een bestuurslaag in het regentschap Sumedang van de provincie West-Java, Indonesië. Kertamekar telt 1888 inwoners (volkstelling 2010).